# Заздросць (Жирардовський повіт)
Заздросць (пол. Zazdrość) — село в Польщі, у гміні Радзейовиці Жирардовського повіту Мазовецького воєводства.
Населення — 130 осіб (2011).
У 1975-1998 роках село належало до Скерневицького воєводства.

## Демографія
Демографічна структура станом на 31 березня 2011 року:
|          | Загалом | Допрацездатний вік | Працездатний вік | Постпрацездатний вік |
| -------- | ------- | ------------------ | ---------------- | -------------------- |
| Чоловіки | 55      | 12                 | 40               | 3                    |
| Жінки    | 75      | 24                 | 43               | 8                    |
| Разом    | 130     | 36                 | 83               | 11                   |